# أنو 1404
أنو 1404 (بالإنجليزية: Anno 1404)‏ هي لعبة بناء مدن وإقتصاد تقوم على عناصر استراتيجية الوقت الحقيقي، صدرت في 25 حزيران 2009، وهي متوفرة على أجهزة ويندوز. اللعبة من تطوير يوبي سوفت بلو بايت ومن نشر يوبي سوفت.وهي تكملة للعبة أنو 1701,وملحقة ب أنو 2070. تقوم اللعبة اساساً على حقبة نهاية العصور الوسطى وبداية العصور الحديثة المتمثلة بإزدهار التجارة و بداية الرأسمالية.

## وصلات خارجية
- أنو 1404 على موقع IMDb (الإنجليزية)

- الموقع الرسمي